# Нуреево
Нуреево (баш. Нөрәй) — село в Шаранском районе Республики Башкортостан Российской Федерации. Административный центр Нуреевского сельсовета. Проживают башкиры,  татары.

## География
Стоит на реке Сюнь. Через реку находится деревня Изимка.

### Географическое положение
Расстояние до:
- районного центра (Шаран): 30 км,
- ближайшей ж/д станции (Кандры): 35 км.

## Население
| 2002 | 2009 | 2010 |
| ---- | ---- | ---- |
| 339  | ↘338 | ↘331 |

### Национальный состав
Согласно переписи 2002 года, преобладающие национальности — башкиры (62 %), татары (36 %).

## Инфраструктура
Основа экономики — сельское хозяйство.
МАОУ с. Нуреево.

## Транспорт
Автодорога межмуниципального значения «Базгиево — Нуреево» (идентификационный номер 80 ОП МЗ 80Н-556) протяженностью 9,4 км